# Коксу (Кербулакский район)
Коксу (каз. Көксу) — село в Кербулакском районе Жетысуской области Казахстана. Административный центр Коксуского сельского округа. Находится на реке Коксу примерно в 82 км к северо-востоку от посёлка Сарыозек. Код КАТО — 194643100.

## Население
В 1999 году население села составляло 1007 человек (492 мужчины и 515 женщин). По данным переписи 2009 года, в селе проживали 923 человека (449 мужчин и 474 женщины).